# Kristýna Zemanová

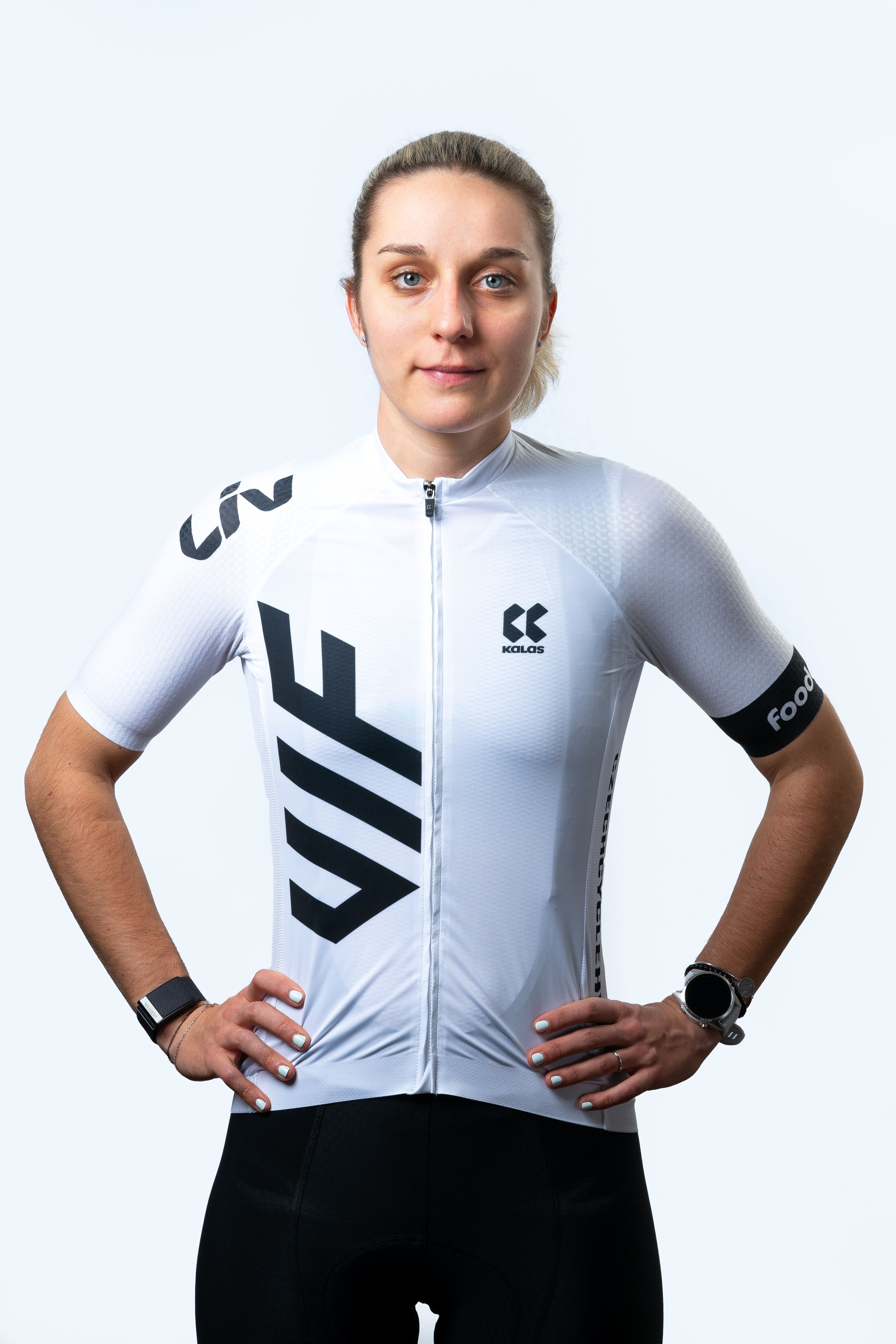
Kristýna Zemanová, VIF Cycling team

Kristýna Zemanová (* 27. října 2003) je česká cyklokrosařka závodící za královéhradecký VIF Cycling Team. Je čtyřnásobnou mistryní ČR v cyklokrosu, stříbrnou medailistkou z Mistrovství světa v cyklokrosu 2024 a bronzovou medailistkou z Mistrovství světa a Evropy v cyklokrosu 2023. Stala se královnou cyklistiky pro rok 2023 a úspěchy sbírá i na silnici, v roce 2020 získala na MČR stříbro mezi juniorkami, v roce 2022 bronz v elitě.
V cyklokrosové sezoně 2021/22, první po přestupu z juniorek, jasně dominovala v domácím poháru, když ve čtyřech závodech vyhrála a ve dvou dojela čtvrtá. Roli favoritky potvrdila na Mistrovství ČR v cyklokrosu 2022 v Kolíně a získala svůj první titul mezi dospělými. Na Mistrovství Evropy v nizozemském Col du Vam skončila na 8. pozici, v americkém Fayetteville na Mistrovství světa pak na pozici 7.
Pozici české cyklokrosové jedničky potvrdila i v lednu 2023, když vyhrála český šampionát v Mladé Boleslavi. V sezóně 2023/2024 jasně zvítězila v domácím seriálu Toi Toi cup, přidala několik umístění v top10 ve světovém poháru a znovu obhájila titul mistryně republiky. 
Na mistrovství světa 2023 v nizozemském Hoogerheide v závodě žen do 23 let brala bronz a získala tak pro Českou republiku medaili z cyklokrosového šampionátu po pěti letech. Medaili z mistrovství světa získala i v roce 2024 na domácím světovém šampionátu v Táboře v kategorii u23.